# 埃韦克蒙
埃韦克蒙（法語：Évecquemont，法語發音：[evɛkmɔ̃]）是法国伊夫林省的一个市镇，属于芒特拉若利区。

## 地理
埃韦克蒙（49°0'50"N, 1°56'40"E）面积2.5 平方千米，位于法国法蘭西島大區伊夫林省，该省份为法国北部内陆省份，北起瓦兹河谷省，西接厄尔省，西南接厄尔-卢瓦省，东南接埃松省，东临上塞纳省。
与埃韦克蒙接壤的市镇（或旧市镇、城区）包括：伊夫林地区默朗、欧贝特河畔泰桑库尔、塞纳河畔沃、孔代库尔、默尼库尔。

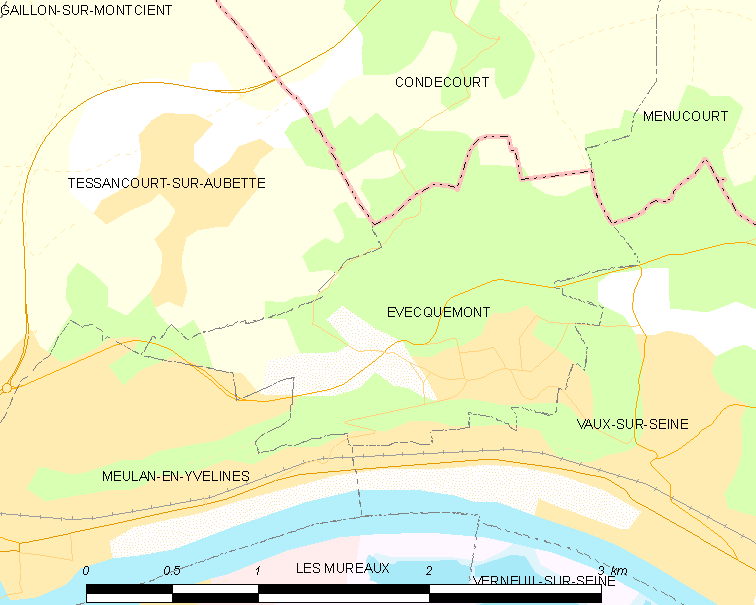
埃韦克蒙的OSM定位图

埃韦克蒙的时区为UTC+01:00、UTC+02:00（夏令时）。

## 行政
埃韦克蒙的邮政编码为78740，INSEE市镇编码为78227。

## 政治
埃韦克蒙所属的省级选区为莱米罗县。

## 人口

1962-2008年间埃韦克蒙人口变化图示

埃韦克蒙于2022年1月1日时的人口数量为759人。